# Atletismo nos Jogos Olímpicos de Verão de 2008 - Revezamento 4x400 m masculino
A competição de 4 x 400 metros estafetas masculino dos Jogos Olímpicos de Verão de 2008 foi realizado nos dias 22 e 23 de agosto.
Originalmente a equipe da Rússia terminou em terceiro lugar e, consequentemente, conquistou a medalha de bronze, mas em 14 de setembro de 2016 o Comitê Olímpico Internacional desclassificou a equipe devido a violações de doping nas amostras retroativas dos atletas. A Grã-Bretanha herdou a medalha de bronze em 21 de junho de 2017.

## Medalhistas
|  | USA Estados Unidos                                         |  | BAH Bahamas                                               |  | GBR Grã-Bretanha                                         |
|  | LaShawn Merritt Angelo Taylor David Neville Jeremy Wariner |  | Andretti Bain Michael Mathieu Andrae Williams Chris Brown |  | Martyn Rooney Andrew Steele Robert Tobin Michael Bingham |

* Atleta que participou da fase qualificatória

## Recordes
Antes desta competição, os recordes mundiais e olímpicos da prova eram os seguintes:
| Tipo | Atleta                                                                           | Tempo   | Local     | Data                 |
| ---- | -------------------------------------------------------------------------------- | ------- | --------- | -------------------- |
|      | Estados Unidos · Andrew Valmon · Quincy Watts · Butch Reynolds · Michael Johnson | 2:54.29 | Stuttgart | 22 de agosto de 1993 |
|      | Estados Unidos · Andrew Valmon · Quincy Watts · Michael Johnson · Steve Lewis    | 2:55.74 | Barcelona | 8 de agosto de 1992  |

## Resultados

### Eliminatórias
Regra de qualificação: os primeiros 3 de cada Eliminatória (Q) e os dois seguintes mais rápidos (q) avançaram para a Final.
| Eliminatória | Pista | País                     | Atletas                                                                                    | Tempo   | Notas |
| ------------ | ----- | ------------------------ | ------------------------------------------------------------------------------------------ | ------- | ----- |
| 2            | 5     | GBR Grã-Bretanha         | Andrew Steele, Robert Tobin, Michael Bingham, Martyn Rooney                                | 2:59.33 | Q, SB |
| 2            | 3     | BAH Bahamas              | Michael Mathieu, Avard Moncur, Ramon Miller, Andrae Williams                               | 2:59.88 | Q, SB |
| 1            | 3     | USA Estados Unidos       | David Neville, Kerron Clement, Reggie Witherspoon, Angelo Taylor                           | 2:59.98 | Q     |
| 2            | 7     | JAM Jamaica              | Michael Blackwood, Alodin Fothergill, Sanjay Ayre, Ricardo Chambers                        | 3:00.09 | Q, SB |
| 1            | 9     | RUS Rússia               | Maksim Dyldin, Vladislav Frolov, Anton Kokorin, Denis Alexeev                              | 3:00.14 | Q, NR |
| 1            | 6     | BEL Bélgica              | Cédric Van Branteghem, Jonathan Borlée, Arnaud Ghislain, Kevin Borlée                      | 3:00.67 | Q, NR |
| 1            | 8     | AUS Austrália            | Joel Milburn, Mark Ormrod, John Steffensen, Clinton Hill                                   | 3:00.68 | q, SB |
| 1            | 7     | POL Polônia              | Marek Plawgo, Piotr Klimczak, Piotr Kedzia, Rafal Wieruszewski                             | 3:00.74 | q, SB |
| 1            | 5     | RSA África do Sul        | Pieter Smith, Ofentse Mogawane, Alwyn Myburgh, Louis Jacob van Zyl                         | 3:01.26 | SB    |
| 1            | 4     | CUB Cuba                 | Yunier Pérez, Yunior Díaz, Williams Collazo, Omar Cisneros                                 | 3:02.24 |       |
| 1            | 2     | FRA França               | Teddy Venel, Ydrissa M'Barke, Brice Panel, Richard Maunier                                 | 3:03.19 |       |
| 2            | 6     | GER Alemanha             | Simon Kirch, Kamghe Gaba, Ruwen Faller, Bastian Swillims                                   | 3:03.49 |       |
| 2            | 2     | TRI Trinidad e Tobago    | Ato Modibo, Jovon Toppin, Cowin Mills, Stan Waithe                                         | 3:04.12 | =SB   |
| 2            | 4     | JPN Japão                | Mitsuhiro Abiko, Dai Tamesue, Yoshihiro Horigome, Kenji Narisako                           | 3:04.18 | SB    |
| 2            | 9     | GRE Grécia               | Stylianos Dimotsios, Dimitrios Gravalos, Pantelis Melachroinoudis, Konstantinos Anastasiou | 3:04.30 | SB    |
| 2            | 8     | DOM República Dominicana | Carlos Santa, Arismendy Peguero, Pedro Mejía, Yoel Tapia                                   | 3:04.31 | SB    |

### Final
| #                 | Pista | País               | Atletas                                                               | Tempo   | Notas |
| ----------------- | ----- | ------------------ | --------------------------------------------------------------------- | ------- | ----- |
| Medalha de ouro   | 7     | USA Estados Unidos | LaShawn Merritt, Angelo Taylor, David Neville, Jeremy Wariner         | 2:55.39 | OR    |
| Medalha de prata  | 5     | BAH Bahamas        | Andretti Bain, Michael Mathieu, Andrae Williams, Chris Brown          | 2:58.03 | SB    |
| Medalha de bronze | 6     | GBR Grã-Bretanha   | Andrew Steele, Robert Tobin, Michael Bingham, Martyn Rooney           | 2:58.81 | SB    |
| 4                 | 8     | BEL Bélgica        | Kevin Borlée, Jonathan Borlée, Cédric Van Branteghem, Arnaud Ghislain | 2:59.37 | NR    |
| 5                 | 2     | AUS Austrália      | Sean Wroe, John Steffensen, Clinton Hill, Joel Milburn                | 3:00.02 | SB    |
| 6                 | 3     | POL Polônia        | Rafal Wieruszewski, Piotr Klimczak, Piotr Kedzia, Marek Plawgo        | 3:00.32 | SB    |
| 7                 | 9     | JAM Jamaica        | Michael Blackwood, Ricardo Chambers, Sanjay Ayre, Lanceford Spence    | 3:01.45 |       |
| DSQ               | 4     | RUS Rússia         | Maksim Dyldin, Vladislav Frolov, Anton Kokorin, Denis Alexeev         | 2:58.06 | NR    |

Legenda
| Recorde mundial      | Recorde mundial (World record)               |                       | Recorde africano                      | Recorde africano (African) |                                           | Q | Classificado por posição (Qualified) |
| Recorde olímpico     | Recorde olímpico (Olympic record)            | Recorde da América    | Recorde da América (Americas)         | q                          | Classificado por melhor tempo (Qualified) |   |                                      |
| Melhor marca do ano  | Melhor marca do ano (World leading)          | Recorde asiático      | Recorde asiático (Asian)              | DNS                        | Não largou (Did not start)                |   |                                      |
| Recorde nacional     | Recorde nacional (National record)           | Recorde europeu       | Recorde europeu (European)            | DNF                        | Não terminou (Did not finish)             |   |                                      |
| Recorde pessoal      | Recorde pessoal do atleta (Personal best)    | Recorde da Oceania    | Recorde da Oceania (Oceania)          | DSQ / DQ                   | Desclassificado (Disqualified)            |   |                                      |
| Recorde da temporada | Recorde da temporada do atleta (Season best) | Recorde sul-americano | Recorde sul-americano (South America) | NM                         | Sem marca (No mark)                       |   |                                      |